# Opius gabrieli
Opius gabrieli är en stekelart som beskrevs av Fischer 1968. Opius gabrieli ingår i släktet Opius och familjen bracksteklar. Inga underarter finns listade i Catalogue of Life.